# Principatul Arbër
Principatul Arbër  (în albaneză Arbër, Arbëria; în greacă Ἄρβανον; în latină Arbanum) a fost un principat autonom care a existat între 1190 și 1255.

## Teritoriu
Principatul se întindea peste regiunile moderne din centrul Albaniei, având reședința la Kruja și nu avea ieșire la mare. După căderea statului, anumite provincii au fost capturate de către Despotatul Epirului. Mai târziu, Carol I al Neapolelui va întemeia Regatul Albaniei și se va proclama rege.

## Conducători
- Progon de Kruja (între 1190–1198)
- Gjin Progoni (1198–1208)
- Dimitri Progoni (1208–1216)
- Gregory Kamonas (1216–?)
- Golem de Kruja (1252–1255)
- Constantine Chabaron (1256–57)